# Bernhard Fexer
Carl Bernhard Fexer, född 21 maj 1835 i Wurzen nära Leipzig i Tyskland, död 16 maj 1914, var en svensk pianopedagog, kapellmästare och tonsättare.
Fexer studerade vid musikkonservatoriet i Leipzig 1849–1852 och kom 1858 till Stockholm som pianolärare. Han var 1860–1865 kapellmästare vid Trondhjems Norska theater och återvände sedan till Stockholm. Bernhard Fexer komponerade salongsmusik för piano, arrangerade körmusik, m.m.